# Parco nazionale Ukkusiksalik
Il parco nazionale Ukkusiksalik (in inglese Ukkusiksalik National Park) è un parco nazionale situato nel Nunavut, in Canada.